# Das Traumschiff: Thailand (1986)
Das Traumschiff: Thailand ist ein deutscher Fernsehfilm von Hans-Jürgen Tögel aus dem Jahr 1986. Es ist der 13. Film der Reihe Das Traumschiff des Fernsehsenders ZDF.

## Handlung
Die Handlung besteht aus vier Geschichten, die jeweils einen eigenen Untertitel haben und wie üblich nebeneinander spielen.
Das verpaßte Schiff
Die Ehepaare Maria und Anton Stinglmayer aus Rosenheim sowie Lizzy und Theo Lehmann aus Berlin freunden sie während der Reise an. In Thailand wirft Anton ein Auge auf eine attraktive Einheimische. Er schleicht sich davon, um dieser erneut zu begegnen, doch findet er sie nicht und kann sich auch sonst mit seinen schlechten Englischkenntnissen nicht verständigen, weshalb er die Abfahrt des Schiffes verpasst. Seine Frau Maria ist zunächst entsprechend sauer auf ihn, doch versöhnen sie sich bald wieder.
Schneeweißchen & Rosenrot
Zwei Frauen reisen gemeinsam. Während Petra sehr offensiv auf Männer zugeht und sogar mit dem Kapitän flirtet, ist Irene äußerst schüchtern und zurückhaltend. An Land trifft sie am Strand auf einen vermeintlichen Matrosen eines schönen Schiffes, der es vom Strand aus zeichnet. Er lädt sie auf das Schiff ein. Es stellt sich heraus, dass der Mann in Wahrheit der schwerreiche Mike Vanderbilt ist, dem das Schiff gehört. Überrumpelt verlässt Irene das Schiff und lässt sich zurück zur Berlin bringen. Doch Mike, der auch mit Kapitän Hansen befreundet ist, hat ernsthafte Absichten mit Irene und holt sie zurück.
Jana
Die Tschechin Jana ist mit ihrer Band als Sängerin an Bord engagiert. Victor fühlt sich zur schüchternen Jana hingezogen, unterhält sich mit ihr und begleitet sie auch an Land, wo die beiden sich näher kommen. Doch sie kann leider nicht bleiben, weil sie demnächst ein Engagement auf einem russischen Schiff im Schwarzen Meer hat, auf das sie finanziell angewiesen ist.
Rhesusfaktor negativ
Die ehemalige Krankenschwester Susanne und ihr Ehemann Dr. Schneider sind gemeinsam an Bord. Susanne kennt den Schiffsarzt Dr. Schröder aus der Vergangenheit, bevor er plötzlich seinen alten Beruf aufgab und Schiffsarzt wurde statt groß Karriere zu machen, wie es ihr Mann tat. Gerüchten zufolge hatte Dr. Schröder damals bei einer Operation einen schweren Fehler gemacht, der einen Karriereaufstieg verhinderte. Er hatte sich bei einer Bluttransfusion auf die Angabe eines Kollegen verlassen, statt die Blutgruppe des Patienten selber zu testen, und dem Patienten deshalb das falsche Blut transfundiert. Es stellt sich heraus, dass Susannes Ehemann Dr. Schneider es war, der ihm damals die falsche Angabe gemacht hatte.

## Produktion
Gedreht wurde erstmals auf dem neuen Traumschiff Berlin, das zu Beginn aus dem Hamburger Hafen ausläuft, und in Thailand.
Es ist der siebte Film der Reihe mit Heinz Weiss als Kapitän Heinz Hansen.

## Veröffentlichung
Die Erstausstrahlung war am Vorabend des ersten Adventssonntags am Samstag, den 29. November 1986 im ZDF.
Der 43. Film der Traumschiff-Reihe aus dem Jahr 2002 trägt denselben Titel und hat ebenfalls Thailand als Ziel.
Der Film erschien nach einer fast zweijährigen Traumschiff-Pause und war der erste der Reihe, der anderthalb Stunden dauerte. 
Erstmals wird hier, wenn kurz vor Schluss beim Kapitänsdinner die Eisbomben in den Speisesaal getragen werden, die markante Musik eingespielt, die dabei heute noch zu hören ist.